# Минимальный размер оплаты труда в США
Минимальный размер оплаты труда в США задаётся законодательством федерального уровня, уровня региона и муниципального уровня. Работники, как правило, не могут получать зарплату менее установленной федеральным правительством, штатом или местными властями. Минимальный размер оплаты труда по состоянию на декабрь 2015 года — $7.25 в час (что составляет $15080 в год при стандартной 40-часовой рабочей неделе в 5 дней по 8 часов в день при 52 рабочих неделях в 260 рабочих дней). В октябре 2014 президент США Барак Обама в своём выступлении призвал повысить федеральный МРОТ до $10.10 в час ($21008 в год), за что подвергся резкой критике со стороны республиканцев. Согласно оценкам управления Конгресса США по бюджету, такой шаг с индексацией по уровню инфляции повлиял бы на доходы 16.5 миллионов рабочих, а до $9 без индексации — на 7.6 миллионов. По состоянию на 2013 год 1.5 миллиона рабочих с почасовой оплатой труда получали зарплату, точно равную федеральному минимуму, 1.8 миллионов рабочих получали зарплату ниже федерального минимума, а все вместе, это 3.3 миллиона рабочих, составили долю в 4,3 % ото всех работников с почасовой оплатой труда и 2,5 % ото всех работников.

## Экономические эффекты
Экономические эффекты возможного повышения МРОТ противоречивы и может повлиять на уровни занятости, цены товаров и услуг, экономический рост, уровень неравенства доходов и уровень бедности.

### Безработица
Безработица в США
Исследование 1994 года экономистов Алана Крюгера и Дэвида Карда, изучавшее эффект от повышения МРОТ, установленного в штате Нью-Джерси, с $4.25 до $5.05 в апреле 2012, на примере 410 местных ресторанов не выявило понижения уровня занятости от повышения МРОТ. В феврале 2014 управление Конгресса США по бюджету оценило эффекты от возможного повышения МРОТ при двух возможных сценариях: повышении МРОТ до $10.10 с последующей индексацией на уровне инфляции и до $9 без последующей индексации в другом. Эффекты были оценены как следующие:
- Повышение МРОТ затронет 16.5 миллионов рабочих при первом варианте и 7.5 миллионов при втором.
- Лишение работы затронет 500 тысяч человек при первом варианте и 100 тысяч при втором.

В то же время многие экономисты раскритиковали доклад, указав на сомнительную методику изучению и на спорные оценки последствий.
В 2013 обзоре аналитического центра Center for Economic and Policy Research подобных исследований, сделанных с 2000 года, что эффект от повышения МРОТ был минимальным или же не проявлялся вовсе, объяснению чего было дано 11 причин, главными из которых было снижение текучести кадров, небольшое увеличение цен, повышение организационной эффективности. В другом их исследовании за 2014 установлено, что повышение МРОТ ускоряет создание новых рабочих мест. The Economist писал в декабре 2013, что повышение МРОТ, если планка не будет задрана слишком уж высоко, поспособствует уровню доходов без отрицательных эффектов и что большинство исследований не выявили повышения уровня безработицы от федерального МРОТ или МРОТ штата или выявили малое увеличение безработицы, но нигде она не была серьёзной.

### Цены
В принципе повышение МРОТ увеличивает расходы на оплату труда. Наниматели могут смириться с уменьшившейся прибылью и/или увеличить цены. При повышении цен спрос на продукт снижается и покупатели могут переключиться на замену продукта или на импортные аналоги. Малорентабельные производители могут быть вытеснены из бизнеса, если не повысят цены до уровня достаточного для компенсации на повышение расходов  оплаты труда. Может ли повышение доходов работников, извлекаемое из повышения МРОТ, компенсировать эти эффекты — вопрос спорный. Некоторые исследования выявили рост цен в ресторанах после повышения МРОТ.

### Экономический рост
Повышается ли ВВП или понижается зависит в значительной степени от того идёт ли перераспределённый работнику доход на увеличение уровня общих трат. Таковая тенденция называется предельной склонностью к потреблению. Перераспределение доходов от более экономного работника с более низкой предельной склонностью к потреблению к менее экономному работнику с более высокой предельной склонностью к потреблению может привести к увеличения уровню потребления и спроса, что даёт прирост занятости.

### Уровень бедности
Управление Конгресса США по бюджету в феврале 2014 оценило уровень снижение уровня живущих за чертой бедности на 300 тысяч при варианте с повышением МРОТ до $9 и на 900 тысяч при варианте с повышением МРОТ до $10.10

## Высказывания

### Комментарии экономистов
В 2014 более 600 экономистов подписали обращение в поддержку повышения МРОТ до $10.10 с исследованием, согласно которому это оказало бы небольшой стимулирующий эффект на экономику, создав бы рост спроса и уровень занятости. Также поддержку идее повышения МРОТ высказали 7 лауреатов Нобелевской премии по экономике. Согласно опросу, проведённому панелью экономических экспертов IGM университета Чикаго, 34 % респодентов согласились с тем, что при повышении федерального МРОТ до $9 заметно сложнее найти работу низкоквалифицированным кадрам (с чем не согласились или в чём не были уверены 56 % респондентов), и 42 % согласились с тем, что повышение МРОТ до $9 с индексированием по уровню инфляции было бы желательным решением (в чём выразили неуверенность 32 % респондентов и не согласились 11 %). Экономист Пол Кругман в 2013 высказался в пользу умеренного повышения МРОТ, причинами чего он называет то, что нынешний МРОТ ниже по покупательной способности, чем в 1960-х, хотя производительность труда выросла примерно вдвое, а также большее число доказательств в сторону версии, что повышение МРОТ не будет иметь негативного влияния на занятость, и что инициатива имеет большую общественную поддержку, особенно среди демократов и женщин из республиканцев.

### Комментарии политиков
В 2014 в пользу повышения МРОТ высказался бывший Президент Билл Клинтон. В сентябре 2015 перед следующими президентскими выборами по поводу повышения МРОТ высказались и кандидаты: Берни Сандерс и Мартин О’Мэлли — до $15, Хиллари Клинтон — до $12, Марко Рубио — до $10.10, Рик Санторум — до $8.75; Бен Карсон — выразил поддержку идее, но не назвал конкретной цифры; Дональд Трамп, Джеб Буш, Рэнд Пол, Скотт Кевин Уокер высказались за оставление МРОТ на прежнем уровне, Карли Фиорина — за отмену идеи установленного МРОТ как таковой.

## Опросы
Опрос Pew Research Center, проведённый в январе 2014, показал: 73% американцев одобряют повышение МРОТ до $10.10 (53% республиканцев, 90% демократов), тогда как 20% — против. Опрос Lake Research Partners, проведённый в феврале 2012, показал: 73 % потенциальных избирателей поддерживают идею повышения МРОТ до $10 с индексированием по инфляции, в том числе 91%  демократов, 74% независимых и 50% республиканцев; 56% уверены, что повышение МРОТ поможет экономике, 21% думают, что повредит, и 16% думают, что это не повлияет на экономику.

## Уровень МРОТ по юрисдикции

Минимальная заработная плата в 2022 году

В каждом штате и территории США существует список работ, которые подпадают под федеральное законодательство о МРОТ. Если работа не подпадает под Закон о зарплате и часах работы, тогда законы штата, городские или другие местные законы могут установить минимальный уровень оплаты для неё. Исключением из федеральных законов являются компании с выручкой менее $500 тысяч в год, притом не ведущие коммерческой деятельности между штатами.
Рабочие, получащие часть дохода чаевыми, например официанты или бармены, по закону могут официально иметь зарплату ниже МРОТ при условии, что их доход вместе со включёнными чаевыми выходит не ниже МРОТ. 7 штатов (Монтана, Миннесота, Аляска, Калифорния, Гавайи, Вашингтон, Орегон) и Гуам не позволяют учитывать чаевые и платить ниже федерального МРОТ. Дополнительные исключения из федеральных законов могут включать в себя множество сезонных рабочих, студентов и некоторые категории инвалидов в соответствии с Законом о зарплате и часах работы.
Вдобавок, некоторые округа и города могут иметь установленный местный уровень МРОТ выше, чем уровень МРОТ установленный законодательством штата, в котором они находятся. Иногда таковые более высокие МРОТ применяются только к предприятиям, имеющим контракты с местными властями, а иногда — ко всем без исключения.
В случае сверхурочной работы МРОТ-надбавка за переработку выплачивается в полуторакратном размере, при этом у каждого штата свои условия. Некоторые штаты также имеют особый daily overtime limit, означающий, что работники, не исключённые из законов о переработке, обязаны получать надбавку за каждый час более 8, проведённый ими за работой за день. То есть, например; если есть работник, который подпадает под действие законов о переработке (то есть может получать сверхурочные в теории), работает 12 часов в день по понедельникам и 6 по вторникам (и не имеет сверхурочных часов за неделю), то он, при отсутствии у штата особых законов, касающихся daily overtime limit, не обязан получать сверхурочные по недельному стандарту, так как он не наработал более 40 часов в неделю, хотя он и работал более 8 часов в пятницу. Если же по законам штата имеется отдельный установленный daily overtime limit, то он получит сверхурочные за дополнительные 2 часа, проработанные в понедельник, хотя недельный лимит в 40 рабочих часов и не превышен.
В некоторых штатах есть исключения для определённых работ и предприятий (другие ставки МРОТ с чаевыми/без чаевых, исключения из законов и пр.). В 10 штатах (Аризона, Колорадо, Флорида, Миссури, Монтана, Невада, Огайо, Орегон, Вермонт, Вашингтон) есть законы, по которым проводится автоматическая ежегодная индексация МРОТ на уровне инфляции в соответствии с CPI (United States Consumer Price Index), в других МРОТ индексируются вручную (в некоторых планируется введение автоматической индексации в будущем).

### Федеральный МРОТ
| Год  | МРОТ ($/час)  |
| ---- | ------------- |
| 1968 | $1.15 & $1.60 |
| 1970 | $1.30 & $1.60 |
| 1972 | $1.60         |
| 1976 | $2.20 & $2.30 |
| 1979 | $2.90         |
| 1980 | $3.10         |
| 1981 | $3.35         |
| 1988 | $3.35         |
| 1991 | $3.80         |
| 1992 | $4.25         |
| 1994 | $4.25         |
| 1996 | $4.25         |
| 1997 | $4.75         |
| 1998 | $5.15         |
| 2000 | $5.15         |
| 2001 | $5.15         |
| 2002 | $5.15         |
| 2003 | $5.15         |
| 2004 | $5.15         |
| 2005 | $5.15         |
| 2006 | $5.15         |
| 2007 | $5.15         |
| 2008 | $5.85         |
| 2009 | $6.55         |
| 2010 | $7.25         |
| 2011 | $7.25         |
| 2012 | $7.25         |
| 2013 | $7.25         |
| 2014 | $7.25         |
| 2015 | $7.25         |
| 2016 | $7.25         |
| 2017 | $7.25         |
| 2018 | $7.25         |
| 2019 | $7.25         |

По состоянию на 1 января 2016:
| Тип                              | Уровень (долларов в час) | Примечания |
| -------------------------------- | ------------------------ | --- |
| С учётом чаевых                  | $2.13                    | Закон о зарплате и часах работы устанавливает МРОТ в $2.13 для работ, на которых получают чаевые, при этом ожидается, что вместе с чаевыми МРОТ дотянет до $7.25 в час (необходимый для этого уровень чаевых называется «tipped credit» или «gratuity allowances»). В противном случае работадатель должен доплатить рабочему разницу, чтобы вышел уровень МРОТ (федеральный в регионах, где нет местного, или местный при наличии оного). |
| Без учёта чаевых                 | $7.25                    | Согласно Закону о минимальной заработной плате с 24 июля 2009. Чтобы работа считалась работой с учётом чаевых, на этой работе требуется получать минимум 30 долларов чаевыми в месяц (у некоторых штатов может отличаться). |
| Для молодёжи/проходящих практику | $4.25                    | Согласно Закону о минимальной заработной плате с 24 июля 2009 (не достигшие 20 лет могут получать МРОТ в $4.25 в первые 90 календарных рабочих дней). В некоторых штатах применяются др. критерии. Данный вид МРОТ также известен как opportunity minimum wage. |

### МРОТ на уровне штатов
По состоянию на 1 января 2016:
| Штат              | МРОТ ($/час) | МРОТ для работ с чаевыми ($/час) | МРОТ для молодёжи/проходящих практику ($/час) | МРОТ (сверхурочные) ($/час) | МРОТ для студентов ($/час) | Рабочее время, по истечении которого платят по сверхурочной ставке (часов) | Daily overtime limit |
| ----------------- | ------------ | -------------------------------- | --------------------------------------------- | --------------------------- | -------------------------- | -------------------------------------------------------------------------- | -------------------- |
| Айдахо            | $7.25        | $3.35                            |                                               |                             |                            | 40                                                                         |                      |
| Айова             | $7.25        | $4.35                            |                                               |                             |                            | 40                                                                         |                      |
| Алабама           | $0.00        | $0.00                            |                                               |                             |                            | 40                                                                         |                      |
| Аляска            | $9.75        | $9.75                            |                                               |                             |                            | 40                                                                         |                      |
| Аризона           | $8.05        | $5.05                            |                                               |                             |                            | 40                                                                         |                      |
| Арканзас          | $8.00        | $2.63                            |                                               |                             |                            | 40                                                                         |                      |
| Вайоминг          | $5.15        | $2.13                            |                                               |                             |                            | 40                                                                         |                      |
| Вашингтон         | $9.47        | $9.47                            |                                               |                             |                            | 40                                                                         |                      |
| Вермонт           | $9.60        | $4.80                            |                                               |                             |                            | 40                                                                         |                      |
| Виргиния          | $7.25        | $2.13                            |                                               |                             |                            | 40                                                                         |                      |
| Висконсин         | $7.25        | $2.33                            |                                               |                             |                            | 40                                                                         |                      |
| Гавайи            | $8.50        | $7.75                            |                                               |                             |                            | 40                                                                         |                      |
| Делавэр           | $8.25        | $2.23                            |                                               |                             |                            | 40                                                                         |                      |
| Джорджия          | $5.15        | $2.13                            |                                               |                             |                            | 40                                                                         |                      |
| Западная Виргиния | $8.75        | $2.62                            |                                               |                             |                            | 40                                                                         |                      |
| Иллинойс          | $8.25        | $4.95                            |                                               |                             |                            | 40                                                                         |                      |
| Индиана           | $7.25        | $2.13                            |                                               |                             |                            | 40                                                                         |                      |
| Калифорния        | $10.00       | $10.00                           |                                               |                             |                            | 40                                                                         |                      |
| Канзас            | $7.25        | $2.13                            |                                               |                             |                            | 46                                                                         |                      |
| Кентукки          | $7.25        | $2.13                            |                                               |                             |                            | 40                                                                         |                      |
| Колорадо          | $8.31        | $5.29                            |                                               |                             |                            | 40                                                                         |                      |
| Коннектикут       | $9.60        | $5.78                            |                                               |                             |                            | 40                                                                         |                      |
| Луизиана          | $0.00        | $0.00                            |                                               |                             |                            | 40                                                                         |                      |
| Массачусетс       | $10.00       | $3.35                            |                                               |                             |                            | 40                                                                         |                      |
| Миннесота         | $9.00        | $9.00                            |                                               |                             |                            | 40                                                                         |                      |
| Миссисипи         | $0.00        | $0.00                            |                                               |                             |                            | 40                                                                         |                      |
| Миссури           | $7.65        | $3.825                           |                                               |                             |                            | 40                                                                         |                      |
| Мичиган           | $8.50        | $3.23                            |                                               |                             |                            | 40                                                                         |                      |
| Монтана           | $8.05        | $8.05                            |                                               |                             |                            | 40                                                                         |                      |
| Мэн               | $7.50        | $3.75                            |                                               |                             |                            | 40                                                                         |                      |
| Мэрилэнд          | $8.25        | $3.63                            |                                               |                             |                            | 40                                                                         |                      |
| Небраска          | $9.00        | $2.13                            |                                               |                             |                            | 40                                                                         |                      |
| Невада            | $8.25        | $8.25                            |                                               |                             |                            | 40                                                                         |                      |
| Нью-Гэмпшир       | $0.00        | $3.27                            |                                               |                             |                            | 40                                                                         |                      |
| Нью-Джерси        | $8.38        | $2.13                            |                                               |                             |                            | 40                                                                         |                      |
| Нью-Йорк          | $9.00        | $7.65                            |                                               |                             |                            | 40                                                                         |                      |
| Нью-Мексико       | $7.50        | $2.13                            |                                               |                             |                            | 40                                                                         |                      |
| Огайо             | $8.10        | $4.05                            |                                               |                             |                            | 40                                                                         |                      |
| Оклахома          | $7.25        | $2.13                            |                                               |                             |                            | 40                                                                         |                      |
| Орегон            | $9.25        | $9.25                            |                                               |                             |                            | 40                                                                         |                      |
| Пенсильвания      | $7.25        | $2.83                            |                                               |                             |                            | 40                                                                         |                      |
| Род-Айленд        | $9.60        | $3.39                            |                                               |                             |                            | 40                                                                         |                      |
| Северная Дакота   | $7.25        | $4.86                            |                                               |                             |                            | 40                                                                         |                      |
| Северная Каролина | $7.25        | $2.13                            |                                               |                             |                            | 40                                                                         |                      |
| Теннесси          | $0.00        | $0.00                            |                                               |                             |                            | 40                                                                         |                      |
| Техас             | $7.25        | $2.13                            |                                               |                             |                            | 40                                                                         |                      |
| Флорида           | $8.05        | $5.03                            |                                               |                             |                            | 40                                                                         |                      |
| Южная Дакота      | $8.55        | $4.28                            |                                               |                             |                            | 40                                                                         |                      |
| Южная Каролина    | $0.00        | $0.00                            |                                               |                             |                            | 40                                                                         |                      |
| Юта               | $7.25        | $2.13                            |                                               |                             |                            | 40                                                                         |                      |